# Barro (cantor)
Barro, é um cantor, compositor, instrumentista e produtor musical brasileiro. Representante da cena contemporânea de Pernambuco, iniciou sua trajetória na música independente em Recife no início dos anos 2000, participando de bandas como Chocalho e Badalos, Vermute e Dessinée. Desde 2016, em carreira solo, lançou três álbuns de estúdio, Miocárdio (2016), Somos (2018) e Língua (2024), nos quais desenvolve uma sonoridade híbrida que une música brasileira, pop global, percussões afro-latinas e experimentações eletrônicas. Barro também se destaca como produtor musical, tendo colaborado com nomes como Rachel Reis, Mariana Aydar, Chico César e Lenine. Além disso, ele é responsável também pela direção artística em trabalhos de artistas como Mariana Aydar e João Gomes.

### Início de carreira
Natural do bairro do Torreão, na zona norte do Recife, Barro teve contato com a música desde a infância, primeiro pela dança, depois pela escuta de artistas como Alceu Valença e Almir Rouche, influenciado pelo pai. Aos 12 anos, começou aulas de violino, por incentivo da mãe, no Conservatório Pernambucano de Música, onde conheceu o amigo e artista contemporâneo Juliano Holanda. Mais tarde, migrou para o violão, instrumento com o qual se identificou profundamente. A formação musical de Barro foi moldada por referências nordestinas, como Jackson do Pandeiro, Luiz Gonzaga, Quinteto Violado e Dominguinhos, bem como pelo pop e rock internacional do início dos anos 2000.
Durante a graduação em Jornalismo, aos 17 anos, participou de sua primeira banda, Chocalhos e Badalos, com a qual se apresentou no Festival de Inverno de Garanhuns e abriu um show de Alceu Valença. Em seguida, integrou a banda Vermute, chegando a lançar o EP Um Dia (2007), e depois a Banda Dessinée, grupo de estética antropofágica que misturava música francesa sessentissta, jazz e rock. Na Dessinée, além de tocar guitarra e cantar, participou de turnês nacionais e gravou dois discos: Sinée Qua Non (2011) e Destemida (2016). O projeto marcou o interesse de Barro pela experimentação linguística e multiculturalismo sonoro: “Exploramos a questão dos idiomas como mais um elemento sonoro. Descobrimos que a sonoridade das línguas nos permite criar universos, metáforas”.

### Miocárdio(2016)
A estreia solo veio com Miocárdio, lançado em agosto de 2016. O álbum consolidou a maturidade estética de Barro, reunindo elementos da música brasileira, ritmos nordestinos e arranjos pop com toques cosmopolitas. “Foi um processo que tem a ver com a maturidade como compositor e produtor musical. Tudo isso foi me mostrando aos poucos que poderia ser um caminho”, comentou sobre a transição para a carreira solo.
Produzido em colaboração com William Paiva, Rogério Samico, Guilherme Assis e o paulista Gui Amabis, o disco destacou-se pelo ecletismo estético e pelas participações de artistas como Juçara Marçal, Catalina García (Monsieur Periné), Lisa Moore (Blood and Glass) e Serena Altavilla. O repertório incluiu faixas em português, inglês, francês, espanhol e italiano, reforçando a busca por uma linguagem universal. “Gosto de dialogar com o universo feminino e ter essa interferência das vozes femininas na música”, explicou Barro sobre as colaborações vocais do disco.

Miocárdio foi bem recebido pela crítica, que apontou sua coesão sonora e ambição estética como pontos fortes. A faixa “Vai” ganhou versão em italiano, ampliando o alcance do álbum no exterior, com divulgação e pocket shows na Itália. O trabalho também marcou sua parceria com o designer Laurindo Feliciano, responsável pela arte da capa: “Achamos esse elemento das pinturas em cima das fotografias, algo que revelava muito do espírito do nordeste do Brasil, mas que se conectava também à arte da América Latina”.

### Somos(2018)
Lançado dois anos depois, Somos apresentou uma sonoridade mais eletrônica e voltada à coletividade, tanto estética quanto conceitualmente. Co-produzido por Barro, Guilherme Assis e Ricardo Fraga, o disco foi moldado por experimentações em shows e residências criativas. “Somos é coletivo. Começa com Seja Você, falando do individual, e termina em Somos, que é sobre todos nós. O disco é isso, é a primeira pessoa, mas do plural”, definiu.
A sonoridade mais ousada surgiu da manipulação de timbres, samples e programações, sem abandonar as raízes da música nordestina. A faixa “Eu Só Queria”, por exemplo, é descrita por Barro como “um crossover entre Dominguinhos e Massive Attack”. Em entrevista, ele afirmou: “Sempre tive banda, é natural pra mim pensar coletivamente. No primeiro disco pensei em cada música como se estivesse criando uma banda exclusiva para cada canção”.
Com letras que abordam identidade, pertencimento e esperança, Somos ampliou a presença de Barro no circuito nacional de festivais e shows. Segundo o artista, “Essa música [‘Somos’] fala de uma esperança lúcida, uma esperança apesar de tudo. Sou esperançoso porque acho que isso é um motor da transformação e de justificar nossa existência mesmo”.

### Produção e colaborações (2019–2023)
Entre Somos e seu terceiro álbum, Barro concentrou-se em lançar singles e colaborar com outros artistas como produtor e compositor. Nesse período, trabalhou com nomes como Mariana Aydar, Lenine, Joyce Alane, Priscilla Sena, Johnny Hooker, Céu, Otto, UANA, Jáder e Rachel Reis. A parceria com Rachel, iniciada após ambos se conhecerem no Festival Fervura Feira Noise (Feira de Santana, Bahia), resultou na produção do disco de estreia da artista baiana, Meu Esquema (2022), e em faixas do segundo álbum Divina Casca (2025).
Também fundou o selo e estúdio Zelo em Recife, ao lado de Jáder e Guilherme Assis, ampliando sua atuação como produtor musical e fortalecendo o circuito independente pernambucano.

### Língua(2024)
Após seis anos, Barro lançou seu terceiro disco solo, Língua, em maio de 2024, consolidando uma fase madura e autoral de sua carreira. Com 11 faixas, o álbum traz parcerias com Chico César, Rachel Reis, Fran Gil, Marley no Beat, Juliano Holanda e Guilherme Assis. “Esse trabalho é sobre confiar na intuição, na linguagem e na colaboração. É sobre encontrar força na singularidade e no coletivo, no que temos de mais humano”, resumiu o artista.
Gravado em Recife, Salvador, São Paulo e Rio de Janeiro, o disco equilibra beats eletrônicos e percussões brasileiras, com forte presença do violão e de influências latinas como bachata e bolero. “Fomos evoluindo para uma linguagem que unisse beats e percussão. É algo que gosto muito porque, além de tudo, sou percussionista”, contou.
O disco reflete um processo criativo colaborativo e sensível, influenciado pela pandemia, que adiou o projeto original. “Foi um momento de reclusão que me levou a pensar sobre o que realmente importa. Esse trabalho é o resultado desse olhar mais atento para a vida, para as conexões e para a música como espaço de encontro”.
Dentre os destaques, “Deixa Acender” (com Rachel Reis) mescla afrobeats, bregafunk e atmosfera de kizomba; “Vira-lata Caramelo” (com Chico César) mistura xote e reggae com crítica social; e “Me Ter” (com Marley no Beat) une sensualidade pop e funk carioca. Sobre o título do álbum, Barro explicou: “Gosto de títulos que sejam palavras únicas, mas cheias de significados. Língua é sobre o que compartilhamos em comum, mas também sobre o que é profundamente pessoal”.

### Estilo e legado
A música de Barro é marcada por uma abordagem experimental que combina tradição e modernidade. Influenciado por ritmos nordestinos, cultura popular, música eletrônica e pop internacional, o artista constrói uma obra singular e colaborativa. O uso de múltiplos idiomas em suas canções (português, francês, espanhol, italiano e inglês) reflete a busca por uma linguagem musical plural, sensível às nuances do mundo contemporâneo.
Com sua atuação como cantor, compositor e produtor, Barro se tornou um dos nomes mais relevantes da nova música pernambucana, conciliando inventividade estética, escuta sensível e engajamento artístico. Como ele mesmo sintetiza: “A cultura nasce da particularidade. Quando tentamos padronizá-la, perdemos o que há de mais rico e autêntico. Meu trabalho é uma tentativa de destacar o que é único em cada canção, em cada processo criativo”.

## Discografia

### Álbuns
| Álbum     | Ano  |
| --------- | ---- |
| Miocardio | 2016 |
| Somos     | 2018 |
| Língua    | 2024 |

### Clipes
| Clipe                                           | Ano  |
| ----------------------------------------------- | ---- |
| Vai                                             | 2016 |
| Ficamos Assim                                   | 2017 |
| Poliamor                                        | 2017 |
| Miocardio                                       | 2018 |
| Fogo Tenaz                                      | 2018 |
| Somos                                           | 2018 |
| Vem Comigo (com Lucas Mayer)                    | 2019 |
| Cavalo Marinho                                  | 2019 |
| Nas Ondas do Desejo                             | 2020 |
| Antimusa                                        | 2020 |
| De Novo (com Luísa Nascim)                      | 2021 |
| Patricinha Maloqueira (com Shevchenko e Elloco) | 2021 |
| Ramblas (com Anna Setton)                       | 2022 |
| Vira-lata Caramelo                              | 2024 |
| Deixa Acender (com Rachel Reis)                 | 2024 |
| Esqueça Tudo                                    | 2024 |

### Participações Especiais
| Álbum                                       | Artista                   | Música                                      | Ano  | País   |
| ------------------------------------------- | ------------------------- | ------------------------------------------- | ---- | ------ |
| Onda                                        | S-tone Inc                | Vale do Mistério                            | 2017 | Itália |
| Pág. 72                                     | Quanto Tempo              | Tudo que Virá                               | 2019 | Brasil |
| Som das Estradas                            | Le tour du Monde          | Vem Comigo                                  | 2020 | Brasil |
| Onze (Músicas Inéditas de Adoniran Barbosa) | Various Artists           | Debaixo da Ponte                            | 2020 | Brasil |
| Casa do Canto                               | Tony Canto                | Xote Siciliano, Vai / Vai - Italian Version | 2022 | Itália |
| UV (EP)                                     | Plastica                  | Game Over                                   | 2022 | Itália |
| Futurea                                     | Vincee                    | Veleiro                                     | 2022 | Brasil |
| Todo Céu Azul                               | Felipe Cordeiro           | Todo Céu Azul                               | 2023 | Brasil |
| Carne dos Deuses                            | FMENEZES, LR (BR), Ubunto | Carne dos Deuses                            | 2025 | Brasil |

## Prêmios e indicações
| Ano  | Prêmio                        | Categoria                                                       | Indicação                                                  | Resultado | Ref.   |
| ---- | ----------------------------- | --------------------------------------------------------------- | ---------------------------------------------------------- | --------- | ------ |
| 2016 | Prêmio da Música Pernambucana | Melhor Álbum Pop                                                | Miocárdio                                                  | Venceu    |        |
| 2021 | Grammy Latino                 | Melhor Álbum de Samba/Pagode                                    | Onze (Músicas Inéditas de Adoniran Barbosa) (participação) | Indicada  | [ 14 ] |
| 2023 | Grammy Latino                 | Melhor Álbum de Rock ou Música Alternativa em Língua Portuguesa | Meu Esquema (produção)                                     | Indicado  | [ 15 ] |